# Panurgica duplex
Panurgica duplex är en bönsyrseart som beskrevs av Ferdinand Karsch 1896. 
Panurgica duplex ingår i släktet Panurgica och familjen Hymenopodidae. Inga underarter finns listade i Catalogue of Life.